# ヴァキューミング
『ヴァキューミング』(Vacuuming Completely Nude in Paradise) は、2001年に製作されたダニー・ボイル監督、ティモシー・スポール主演のコメディである。

## 概要
本作はイギリスのテレビ局、BBCが製作したテレビ映画である。監督はユアン・マクレガー主演の『トレインスポッティング』で一躍その名を知らしめた映画監督、ダニー・ボイル。セールスマンであるが故の過酷な世界をハードボイルドに描いている。主演には『ラスト サムライ』や『秘密と嘘』で知られるイギリス人俳優のティモシー・スポール。かつて清楚な役柄や、寡黙で優しい雰囲気の役柄を演じていた彼だが、本作では一転。仕事欲丸出しの熱血セールスマンを激しく演じている。

## あらすじ
ある日、ピート（マイケル・ベグリー）は電気掃除機セールスマンの職を得る。下っ端のピートの世話役に抜擢されたのは、社内でも掃除機販売数が1位2位のトップセールスマンであるトミー・ラグ（ティモシー・スポール）。だが彼の下について営業へ回ると、ありとあらゆる手段で掃除機を売りつけるトミーのやり方に唖然とする。それもそのはず、トミーは販売成績が1位の社員に贈られる“黄金の掃除機賞”を狙っていたのだ。ある時は年寄りの家へ出向き巧みな話術で老人を丸めこめ、またある時は出張ホストさながらの演出を施して中年女を悦ばせてトミーは次々と掃除機を売りさばいていく。
しかしそんなピートにも、社内に1人ライバルがおり、彼も成績を上げつつあった。そんなライバルに負けじと意気込むトミーに連れられて、ある時ピートは貧困層の町へ出向く。どんな状況であろうと決してセールスチャンスを逃さないと大張り切りのトミーは、とある貧乏な母子家庭に掃除機を売りつける。家計も苦しいにもかかわらず、良心から掃除機を購入した彼女に対して罪悪感にかられたピートは、後日出向いて勝手に契約をキャンセルするのだが…。

## スタッフ
- 監督：ダニー・ボイル
- 製作総指揮：ヒラリー・サルモン、デイヴィッド・M・トンプソン
- 製作：マーティン・カー
- 脚本：ジム・カートライト
- 音楽：ジョン・マーフィ
- 撮影：アンソニー・ドッド・マイケル
- 編集：クリス・ギル

## キャスト
- トミー・ラグ：ティモシー・スポール Timothy Spall
- ピート：マイケル・ベグリー Michael Begley
- シェイラ：ケティ・キャヴァノー Katy Cavanagh
- ローナ：アリス・バリー Alice Barry
- ウキ：キャロライン・アシュリー Caroline Ashley

## 日本語吹き替えキャスト
- トミー：川久保潔
- ピート：柴本浩行